# Oxana Wiktorowna Romenskaja
Oxana Wiktorowna Romenskaja (russisch Оксана Викторовна Роменская; engl. Schreibung Oksana Romenskaya; * 6. Juni 1976 in Rostow am Don) ist eine ehemalige russische Handballspielerin. Ihre Körpergröße beträgt 1,90 m. Mittlerweile ist sie als Handballtrainerin tätig.
Romenskaja, die bis Sommer 2008 für den russischen Club Swesda Swenigorod (Rückennr. 4) spielte und für die russische Nationalmannschaft auflief, wurde meist als Kreisläuferin eingesetzt.
Oxana Romenskaja begann in ihrer Heimatstadt mit dem Handballspiel. Für den örtlichen Erstligisten Rostselmasch Rostow debütierte sie auch in der ersten russischen Liga und gewann 1994 die russische Meisterschaft. 1998 wechselte zu GK Kuban Krasnodar, wo sie 2000 im Finale des Europapokals der Pokalsieger stand. 2000 wechselte sie dann zum GK Lada Toljatti. Mit den Frauen aus der Autostadt stieg zum russischen Spitzenreiter auf und gewann 2002, 2003, 2004, 2005 und 2006 erneut die russische Meisterschaft sowie 2002 nun den Europapokal der Pokalsieger. 2007 ging sie zusammen mit dem bisherigen Trainer von Toljatti, Jewgeni Trefilow, der gleichzeitig russischer Nationaltrainer ist, zum aufstrebenden Swesda Swenigorod. Dort löste sie die Serie ihres ehemaligen Klubs ab und gewann erneut die Meisterschaft 2007 sowie den EHF-Pokal. Ein Jahr später gewann sie mit Swesda die EHF Champions League.
Oxana Romenskaja hat über 170 Länderspiele für die russische Nationalmannschaft bestritten. Mit Russland wurde sie 2001 in Italien, 2005 im eigenen Land und 2007 in Frankreich Weltmeisterin; bei der Europameisterschaft 2006 gewann sie Silber, 2000 Bronze. Bei den Olympischen Spielen holte sie sich die Silbermedaille.
Romenskaja trainierte ab 2022 die 2. Mannschaft von GK Lada Toljatti. In der Saison 2023/24 war sie als Co-Trainerin der ersten Mannschaft von Lada Toljatti tätig. Seit Januar 2024 ist sie zusätzlich als Trainerin der russischen Juniorinnennationalmannschaft tätig. Nachdem Lada Toljatti in der Schlussphase der Saison 2023/24 seinen Trainer entlassen hatte, trug Romenskaja die Verantwortung für die erste Mannschaft. Zur Saison 2024/25 übernahm sie erneut die zweite Mannschaft von Lada Toljatti.